# 布魯爾縣 (南達科他州)
布魯爾縣（英語：Brule County）是美國南達科他州東南部的一個縣，西界密蘇里河。面積2,192平方公里。根据美國2000年人口普查，共有人口5,364人。縣治張伯倫 （Chamberlain）。
成立於1875年1月14日，縣政府成立於1912年4月27日。縣名是蘇族的一支族名的法語轉譯 （來自肖尼族，意思是「被燒的大腿」）。